# Rubí (novela)
Rubí (Rubinrot) es una novela escrita por Kerstin Gier y publicada originalmente en 2009. Es la primera parte de una trilogía de la que están publicados, además de Rubí, Zafiro y Esmeralda.
La novela ha sido traducida a veintiséis idiomas y vendida internacionalmente.

## Argumento
Gwendolyn Sheperd, una estudiante de 16 años, pertenece a una familia noble y rica, a través de la cual se transmite un gen que le permite viajar en el tiempo. La adolescente espera con ansia el primer salto en el tiempo de su perfecta prima Charlotte, que ha heredado el gen. Pero durante el almuerzo, Gwendolyn comienza a sentirse mareada. Poco después, al ir a comprar caramelos de limón para su tía abuela Maddy y contrariamente a todas las expectativas, salta en el tiempo. Tras esto, experimenta dos saltos más incontrolados a través del tiempo. Durante el segundo, tiene que correr por su casa al ser perseguida tras ser confundida por una ladrona, mientras que en el tercero se ve a sí misma, o a su doble, besando a un muchacho al que no conoce en un baile alrededor del año 1700. Después de su tercer salto, su mejor amiga Leslie la convence para contárselo a su madre.
Su madre, Grace, la lleva inmediatamente a una organización secreta, llamada la logia del Conde de Saint Germain (originalmente "Loge des Grafen von Saint Germain"), y le explica que son los únicos que le pueden ayudar con su problema y a dejar los saltos del tiempo no controlados. Allí, la logia no cree que la hija de Grace tenga el gen de los viajes en el tiempo, ya que Gwendolyn nació un día después del día señalado por la profecía (el día que nació Charlotte), y Grace confiesa que en realidad nació ese día y sobornó a la matrona para que falsificara los documentos de nacimiento. La logia es escéptica, pero están dispuestos a esperar a que Gwendolyn vuelva a saltar en el tiempo para confirmar que es ella quien ha heredado el gen del viaje en el tiempo. Poco después de esta decisión, Gwendolyn viaja en el tiempo una vez más y es reconocida como la duodécima y última viajera del tiempo, el Rubí.
Tras registrar su sangre en el cronógrafo, máquina que permite controlar los viajes en el tiempo, conoce a Gideon de Villiers, también heredero del gen, que se convierte en su compañero de viajes. Juntos viajan al siglo XVIII para que Gwendolyn conozca al Conde de Saint Germain, a pesar de que su madre está totalmente en contra de esa reunión.
Al día siguiente, Gwendolyn se entera de que su prima, Lucy y su compañero de viaje en el tiempo, Paul de Villiers, robaron el primer cronógrafo y se lo llevaron al pasado, por lo que ahora vuelven a necesitar la sangre de todos los viajeros en el tiempo para el segundo cronógrafo. Junto a Gideon viaja al año 1912 para obtener la sangre de la tatara-tatara-abuela de Gwendolyn, Margret Tilney, después de que le dijera explícitamente a Gideon que sólo negociaría con Gwendolyn por su sangre la noche anterior cuando la había visitado. Pero son emboscados durante su estancia en la mansión de Lady Tilney por Lucy y Paul. Consiguen escapar, pero Lucy es capaz de decirle a Gwendolyn que "busque al Caballero verde". Gideon y Gwendolyn esperan su salto de vuelta a la actualidad en una iglesia, donde se dan su primer beso pero esto es interrumpido porque vuelven al presente y un fantasma gárgola los interrumpe.

## Personajes

### Gwendolyn Shepherd
Gwendolyn Sophie Elizabeth Shepherd es la hija biológica  de Lucy Montrose, nacida el 7 de octubre de 1994.16 años .Tuvo una infancia normal y creía que su cumpleaños era el 8 de octubre, lo que la llevaba a pensar que ella no había heredado el gen de los viajes en el tiempo. En realidad es la duodécima y última viajera del tiempo, el Rubí o cuervo. Tiene, al contrario que los demás Montrose, el pelo moreno y los ojos azules. Es torpe y siempre mete la corbata de su uniforme escolar en su comida. Su "padre" Nicolas murió cuando ella tenía 7 años y su abuelo Lucas cuando tenía 10. Tiene dos "hermanos" menores, Nick y Caroline, y su mejor amiga es Leslie Hay. Todo el mundo la subestima pero muestra ser una persona muy fuerte e inteligente. Está enamorada del apuesto y encantador, después de todo, Gideon de Villiers, el undécimo viajero del tiempo, conocido como, el Diamante o León.

### Gideon de Villiers
Gideon de Villiers es el actual viajero del tiempo masculino, el undécimo en el círculo, también conocido como el diamante o el león. Nació en 1992 y tiene 18 años durante los acontecimientos de los libros. Tiene un piso en Londres, pero vive con su tío Falk de Villiers desde que tenía once años. Su padre murió y su madre se trasladó junto con su hermano menor Raphael a la casa de su nuevo novio Monsieur Bertelin en Francia, dejando atrás a Gideon. Fue a un internado en Greenwich, donde fue capitán del equipo de polo y ahora estudia medicina en la Universidad de Londres. Junto con Charlotte, ha sido preparado para los viajes en el tiempo durante toda su vida, lo que le hace muy talentoso e inteligente, además de ser arrogante y subestimar Gwendolyn, de modo que se comporta mal con ella al principio, ya que piensa que no es lo suficientemente buena para la misión. Aunque finalmente acaba dejándose llevar por los encantos de Gwendolyn y se enamora perdidamente de esta.

### Grace Montrose
Es la supuesta madre de Gwendolyn, así como de Nick y Caroline. Como todos los Montrose, tiene el pelo rizado y pelirrojo y los ojos azules. Su comportamiento es a veces misterioso y sabe más de lo que deja ver. También ayudó a Lucy y Paul a escapar con el cronógrafo robado al permitirles permanecer varios meses en su casa de Durham, en el que había vivido con su marido y sus hijos hasta la muerte del primero.

### Charlotte Montrose
Es la prima de Gwendolyn y la hija de Glenda. Se creía que ella había heredado el gen del viaje en el tiempo, y fue preparada para su papel durante toda su vida. Es muy talentosa en todo lo que hace y se describe como excepcionalmente hermosa y encantadora. Es también muy arrogante debido a que es alabada por sus habilidades y por ser una de los doce viajeros. Está resentida con Gwendolyn por robarle la atención y le habla mal cada vez que puede. Está enamorada de Gideon. Por muy arrogante que sea a veces, Charlotte, puede dar grandes sorpresas.

### Leslie Hay
Es la mejor amiga de Gwendolyn y también asiste al instituto St. Lennox. Tiene pecas y el pelo rubio claro . Es la única fuera de la familia de Gwendolyn que conoce el secreto de viajar en el tiempo. Al principio, ayuda a Gwendolyn a descubrir el misterio, recopila información a través de Internet y libros. Es muy inteligente y útil. Vive con sus padres y su perro Bertie en un apartamento en el norte de Kensington.

### Falk de Villiers
Tío de Gideon y gran maestre de la logia. Es descrito como un lobo, con ojos de color ámbar y el pelo oscuro con algunas canas. Fue novio de Grace cuando eran jóvenes y le tiene rencor por haber elegido a Nicolas antes que a él.

### Lucy Montrose
Hija de Harry, el tío de Gwendolyn. Escapó de casa cuando tenía 17 años. Se enamoró de su compañero de viajes en el tiempo, Paul de Villiers. Juntos descubrieron lo que sucede cuando la sangre de los doce se registra en el cronógrafo y querían evitarlo a toda costa, motivo por el cual escaparon al año 1912 con el cronógrafo a pesar de que nunca podrían volver a su propio tiempo y se quedarían atrapados en el pasado para siempre. Tiene 18 años, a pesar de haber nacido en 1976. Es la décima en el círculo, también conocida como el zafiro o el lince. Tiene el pelo rojo y los ojos azules como todos los Montrose y es muy pequeña.

### Paul de Villiers
Hermano menor de Falk y noveno en el círculo, que se asigna a la turmalina negra y al lobo. Junto con Lucy, de quien se había enamorado, robaron el cronógrafo y escaparon hacia el pasado, no pudiendo volver. Al igual que su hermano, tiene el pelo oscuro y ojos color ámbar.

### Conde de Saint Germain
Nacido en 1703, es el fundador de la logia y fue el primer viajero en el tiempo en descubrir el cronógrafo y evitar saltos incontrolados en el tiempo con su ayuda. Es el quinto en el círculo, la esmeralda y el águila. Tiene la habilidad de la telequinesis y es capaz de leer la mente, sin contar con que es un hombre prominente.Lleva una peluca blanca y tiene los ojos marrones.

### Otros
- Lady Arista es la abuela de Gwendolyn y Charlotte, es muy estricta.
- Glenda Montrose es la tía de Gwendolyn, hermana de Grace y madre de Charlotte. Como su hija es muy arrogante y engreída.
- Lucas Montrose es el difunto abuelo de Gwendolyn y ex gran maestro de la logia.
- Madeleine Montrose es la tía abuela de Gwendolyn y hermana de Lucas. Tiene visiones del futuro.
- Nick Shepherd es el hermano de 12 años de Gwendolyn.
- Caroline Shepherd es la hermana menor, con 9 años, de Gwendolyn.
- Lady Margret Tilney es la tatara-tatara-abuela de Gwendolyn, nacida en 1877 y muerta en 1944. Ayuda a Lucy y Paul después de su fuga a 1912 y es la octava viajera, el jade o el zorro.
- Miroslav Alexander Leopold Rakoczy, también conocido como el "leopardo negro", es el guardaespaldas del conde y sus ojos son descritos como negros y sin vida. Se sabe que ha experimentado con diversos medicamentos. Viene de Transilvania.
- Sr. Bernhard. El mayordomo de la casa Montrose.
- James August Peregrin Pimplebottom es el fantasma del instituto y amigo de Gwendolyn. Nació el 31 de marzo de 1762 y murió a los 21 años por viruela.
- Mister Thomas George. Un miembro del círculo de la logia y es uno de los únicos miembros que confía en Gwendolyn. Fue el asistente de Lucas y posteriormente su mejor amigo.
- Dr. Jakob White. Es el médico y también uno de los miembros del círculo. Siempre lleva traje negro y es grosero y triste hacia todos por la muerte de su hijo pequeño varios años antes de los acontecimientos de la novela.
- Mister Whitman es el profesor de inglés e historia de Gwendolyn, Leslie y Charlotte en el St. Lennox y miembro del círculo. Es descrito como un mujeriego, debido a su buena apariencia. Leslie siempre lo compara con una ardilla, por sus ojos marrones...-...

## El Círculo de los doce
Cada uno de los doce viajeros en el tiempo tiene asignado una gema, un animal y un árbol debido a sus capacidades únicas.
| Viajero del tiempo                                 | Piedra preciosa | Animal    | Árbol   | Calidad alquímica            | Tono    |
| -------------------------------------------------- | --------------- | --------- | ------- | ---------------------------- | ------- |
| Lancelot de Villiers 1560–1607                     | Ámbar           | Rana      | Haya    | Calcinatio                   | A flat  |
| Elaine Burghley 1562–1580                          | Ópalo           | Lechuza   | Nogal   | Putrefacción y mortificación | La      |
| William de Villiers 1636–1689                      | Ágata           | Oso       | Pino    | Sublimación                  | B flat  |
| Cecilia Woodville 1638–1684                        | Aguamarina      | Caballo   | Arce    | Solución                     | Mi      |
| Robert Leopold Conde de Saint Germain 1703–1784    | Esmeralda       | Águila    | Roble   | Destilación                  | Do      |
| Jeanne de Pontcarreé/Madame d’Urfé 1705–1775       | Citrina         | Serpiente | Gingko  | Coagulación                  | D flat  |
| Jonathan y Timothy de Villiers 1875–1944 1875–1930 | Cornalina       | Halcón    | Manzano | Extracción                   | D       |
| Margret Tilney 1877–1944                           | Jade            | Zorro     | Tilo    | Digestivo                    | E flat  |
| Paul de Villiers * 1974                            | Turmalina negra | Lobo      | Serbal  | Ceratio                      | Mi      |
| Lucy Montrose * 1976                               | Zafiro          | Lince     | Sauce   | Fermentación                 | Fa      |
| Gideon de Villiers * 1992                          | Diamante        | León      | Tejo    | Multiplicación               | F sharp |
| Gwendolyn Shepherd * 1994                          | Rubí            | Cuervo    | Abedul  | Proyección                   | G major |

## Adaptación cinematográfica
La adaptación cinematográfica de Rubí fue estrenada el 14 de marzo de 2013 en Alemania. Maria Ehrich fue elegida como Gwendolyn y Jannis Niewöhner como Gideon. La película fue filmada en Alemania y en varios lugares de Londres. El guion fue escrito por Katharina Schöde y por la autora Kerstin Gier. El director de la película fue Felix Fuchssteiner.
En España la película no llegó a los cines, sin embargo, fue estrenada en televisión el 9 de agosto de 2014 en Cuatro con el nombre de "Ruby, la última viajera del tiempo".
En el 2014 hubo una segunda parte de la película, con el título original " Saphirblau (Rubinrot #2)". Producida en Alemania, por la directora Katharina Schöde, Felix Fuchssteiner.
Recientemente se ha confirmado una tercera parte que sería estrenada en Alemania en junio de 2016. 
El 7 de julio de 2016 se estrenó la tercera parte en todos los cines alemanes.